# فوتبال فوق ستاره بین‌المللی ۲۰۰۰
فوتبال فوق ستاره بین‌المللی ۲۰۰۰ (انگلیسی: International Superstar Soccer 2000) یک بازی ویدئویی ساخته شده توسط شرکت کونامی می باشد که برای نینتندو ۶۴ در سال ۱۹۹۹ منتشر شد.